# Есфигмен
Есфигмен (на гръцки: Μονή Εσφιγμένου) е гръцки православен манастир в монашеската република Света Гора. Основан е през Х век, като наследник на по-стар манастир датиран от V век. Разположен е на самия бряг в северната половина на атонския полуостров. В близост до него се намира сръбският манастир Хилендар. Есфигмен е 18-и в йерархията на републиката. Храмовият му празник е в деня на Възнесение Господне.

## История
Според атонското предание, манастирът е основан от византийския император Теодосий II и неговата сестра Елия Пулхерия през V век. Същото предание твърди, че обителта е разрушена от голям скален блок, откъснал се от околните хълмове, за което свидетелствали останки на около 500 метра от сегашния манастир. Археологически доказателства за това твърдение не са намерени, поради което този най-ранен етап от историята му не може да бъде потвърден. Има свидетелства обаче, че манастирът е съществувал в края на Х и началото на XI век. Есфигмен е споменат в писмо на Павел от Ксиропотам от 1016 година. Завещание на монах с името Димитър от Халки, датирано от 1030 година, е подписано от монах нарекъл се „Теоктистос – монах и игумен на манастира Есфигмен“. Манастирът е споменат във втория Типикон на Света Гора от 1046 година.
Есфигмен просперира значително до отоманската инвазия на балканския полуостров. Много византийски императори, един от които Йоан V Палеолог, допринасят за това. Водачи и на други православни държави като сръбския владетел Стефан Душан и сръбския деспот Георги Бранкович също подпомагат манастира. Този просперитет е помрачаван от постоянни спорове за земи с намиращия се по-надолу по крайбрежието манастир Ватопед, както и от пиратските набези и два големи пожара от XIV век. Според ръкописи пазещи се в Есфигмен, крайбрежието прилежащо на манастира се характеризира с най-спокойните води сравнено с целия атонски полуостров. Това причинява многобройните нападения от пирати, което накрая довежда до разруха и практическото обезлюдяване на обителта. Възползвайки се от състоянието му, манастирът Хилендар заграбва част от земите на Есфигмен, което повдига нови юридически спорове.
Въпреки всичко, манастирът успява да се съвземе, за което свидетелства и ръкопис от 1569 година разказващ за 51 монаси работещи по възстановяването му. През 1655 година, руският цар Алексей дава разрешение на монасите да пътуват навсякъде по неговите владения на всеки петгодишен период, за да събират парични дарения. През тези години, управниците на дунавските княжества (Молдавия и Влахия) също подпомагат Есфигмен.
През XVIII век, епископ Григорий от Мелник прави дарение на манастира и впоследствие става един от монасите му подемайки начинание за обновяването на сградите. Друг епископ – Даниел от Солун се грижи за финансите и със съгласието на атонската общност и вселенския патриарх Герасим III, прави манастира киновиен. По този въпрос е издаден и патриаршески указ през 1797 година от Григорий V, който подпомага и препострояването на южната манастирска част.
Поредица от вещи игумени: Акасий, Евтимий, Теодорит и Агатангел значително реиновират и разширяват манастира във видът, който виждаме днес. Приемникът на Агатангел – Лука основава иконографско училище, което служи на манастира за продължителен период от време.
По време на гръцката война за независимост (1821 – 1829), Есфигмен страда сериозно от грабежите на отоманската армия, бидейки най-близко разположен до континенталната вътрешност.
През XX век поради несъгласие с икуменизма на вселенските патриарси, монасите от Есфигмен прекъсват контактите си с другите манастири и до началото на XXI век не споменават Константинополския патриарх. През 2002 година, те са обявени за разколници от патриарх Вартоломей I. Издадено е решение за прогонването им от манастира на което те отказват да се подчинят.
Около 115 монаси обитават манастира.
| Име        | Име         | Ново име | Ново име | Описание |
| ---------- | ----------- | -------- | -------- | -------- |
| Турковигла | Τουρκόβιγλα | Митакас  | Μύτακας  |          |
| Прогистрес | Προγκίστρες | Спатото  | Σπαθωτό  |          |
| Цунга      | Τσιούγκα    | Воскес   | Βοσκές   |          |